# Biton Grooves
Biton Grooves ist ein Fusion-Album des Gitarristen Volker Kriegel. Die Aufnahmen entstanden 1974 bis 1982 im Biton-Studio, Frankfurt am Main und erschienen zunächst auf fünf Langspielplatten, die nicht frei im Handel erhältlich waren. Ursprünglich als Hintergrundmusik für Rundfunk- und Fernsehproduktionen gedacht, wurde das Material dieser Sessions 2019 auf einer Doppel-CD auf dem Label Moosicus veröffentlicht.

## Hintergrund
Die Aufnahme für Biton fanden sich bei der Sichtung und anschließenden Digitalisierung von Volker Kriegels Tonbandarchiv; der größte Teil der Bänder war in einem exzellenten Zustand. Unter den Tonbändern fanden sich u. a. Masterbänder der LP des Quartetts Spectrum, „Mild Maniac“ von 1974 und auch von der ein gutes Jahrzehnt später bei Mood Records erschienenen LP „Schöne Aussichten“, des Weiteren alternative Versionen („Prinz Eisenherz“ und „Schnellhörspiel“), Livemitschnitte von den Idsteiner Schlosskonzerten 1977 oder auch drei Kompositionen Kriegels für einen Kurzfilm. „Das Prunkstück des Konvoluts“, so Hans-Jürgen Linke, „war jedoch Musik, die Kriegel und seine Band im Frankfurter Biton Studio aufgenommen hatte.“
Auf den Bändern waren die einzelnen Besetzungen „ein wenig lässig verzeichnet“, denn eine Veröffentlichung im Musikhandel als reguläre Kriegel-LP war nicht geplant. Vielmehr war die Absicht kommerziell. Das Studio stellte die Aufnahmen kostenlos als Produktionsmusik Fernseh- und Radiostationen zur Verfügung, die sie nach eigenem Ermessen nutzten. So kamen Stücke der Mild-Maniac-Besetzungen in Nachtprogramme, in Nach- und Vorspann-Sequenzen. Biton erhielt dafür Lizenztarife; auch die Musiker erhielten Geld von der Gema. Offenbar war das damals „ein tragfähiges Geschäftsmodell,“ denn in den 1970er- und 80er-Jahren produzierten die Frankfurter Biton-Studios eine Reihe sogenannter Library-Platten. Auf der 2-CD-Edition befinden sich 37 Kompositionen von Kriegel und seinen musikalischen Begleitern, u. a. Rainer Brüninghaus (E-Piano), Eberhard Weber bzw. Hans-Peter Ströer (Bass) und Klaus Weiss (Schlagzeug).

## Titelliste
- Volker Kriegel: Biton Grooves (Moosicus – M1309-2)[4]

CD 1
1. Volker Kriegel, The Groove-Combination: Hands Off (V. Kriegel) 2:09
2. Volker Kriegel, The Groove-Combination: The Stop Watch (V. Kriegel) 2:22
3. Volker Kriegel, The Groove-Combination: Towards You (V. Kriegel) 3:17
4. Volker Kriegel, The Groove-Combination: In and Out (V. Kriegel) 2:31
5. Volker Kriegel, The Groove-Combination: In the Playground (V. Kriegel) 2:45
6. Volker Kriegel, The Groove Combination: Outline (V. Kriegel) 2:32
7. Volker Kriegel, The Groove Combination: Palm Dreams (H. P. Ströer) 3:04
8. Volker Kriegel, The Groove Combination: Mouse Funk (H. P. Ströer) 1:57
9. Volker Kriegel, The Groove Combination: Madison Bold (V. Kriegel) 3:03
10. Volker Kriegel, The Groove Combination: Clearface Heavy (V. Kriegel) 2:22
11. Volker Kriegel, The Groove Combination: One Day in Summer (H. P. Ströer) 2:38
12. Volker Kriegel, The Groove Combination: Flute Statement (V. Kriegel) 2:38
13. Volker Kriegel, The Groove Combination: Song for Anja (V. Kriegel) 3:04
14. Volker Kriegel, The Groove Combination: Soul Zebra (V. Kriegel) 3:23
15. Volker Kriegel, The Groove Combination: Summer Breeze (R. Brüninghaus) 3:14
16. Volker Kriegel, The Groove Combination: Soft Thunder (V. Kriegel) 2:22
17. Volker Kriegel, The Groove Combination: Sweet Soul Samba (V. Kriegel) 3:01
18. Volker Kriegel, The Groove Combination: In Your Face (V. Kriegel) 2:21
19. Volker Kriegel, The Groove Combination: Bahia Next Year (V. Kriegel) 3:08

CD2
1. Volker Kriegel, Hans Peter Ströer: Certao (V. Kriegel) 2:46
2. Volker Kriegel, Hans Peter Ströer: Dialog (H. P. Ströer) 3:07
3. Volker Kriegel, Hans Peter Ströer: Delay Time (V. Kriegel) 3:08
4. Volker Kriegel, Hans Peter Ströer: Fly Easy (H. P. Ströer) 2:34
5. Volker Kriegel, Hans Peter Ströer: We Will Sing (V. Kriegel) 2:42
6. Volker Kriegel, Hans Peter Ströer: I Naranjo (H. P. Ströer) 2:59
7. –Volker Kriegel, The Groove Combination: Just for You (V. Kriegel) 3:40
8. Volker Kriegel, The Groove Combination: Some Truck Funk (T. Bettermann) 2:22
9. Volker Kriegel, The Groove Combination: Big Tattoo (H. P. Ströer) 4:03
10. Volker Kriegel, The Groove Combination: Mr. Solomon (V. Kriegel) 3:19
11. Volker Kriegel, The Groove Combination: I Can See You Now (V. Kriegel) 4:12
12. Volker Kriegel, The Groove Combination: You’ve Got It (H. P. Ströer) 2:12
13. Volker Kriegel, The Groove-Combination: Fortaleza (V. Kriegel) 2:51
14. Volker Kriegel, The Groove-Combination: Walking Distance (V. Kriegel) 3:24
15. Volker Kriegel, The Groove-Combination: Jenny Comes Back (V. Kriegel) 2:45
16. Volker Kriegel, The Groove-Combination: Sticker (H. P. Ströer) 3:18
17. Volker Kriegel, The Groove-Combination: Batida (T. Bettermann) 2:24
18. Volker Kriegel, The Groove-Combination: Fountain Valley (V. Kriegel) 2:42

## Sessions und LP-Ausgaben

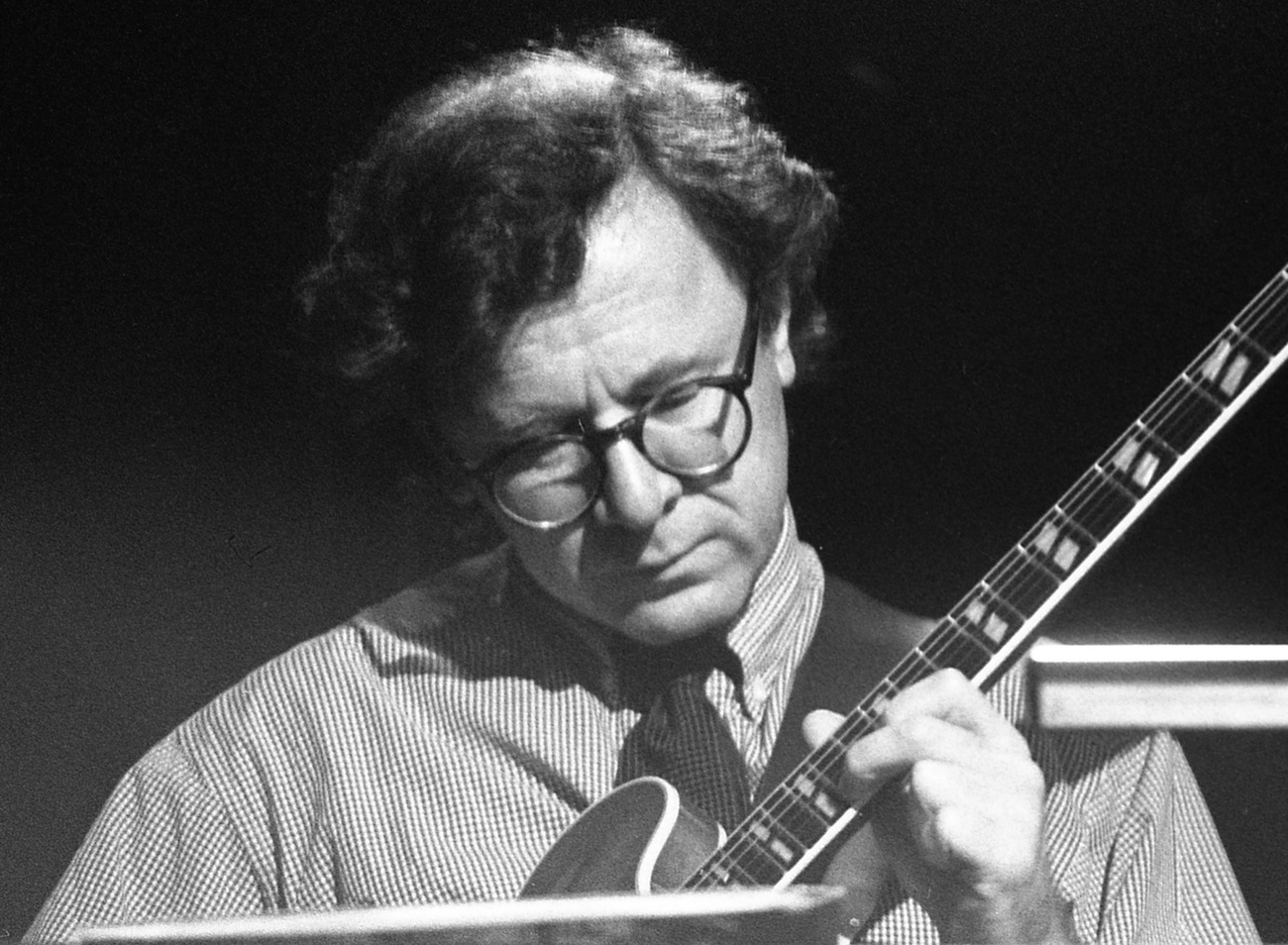
Volker Kriegel, November 1992

- Die Titel 1-1 bis 1-5 entstanden 1974 im Biton-Studio, Frankfurt (Biton BIT 2001) – Volker Kriegel & The Groove-Combination, Orchester Guy Carondel
- Die Titel 1-6 bis 1-19 entstanden am 9. Februar 1976 im Biton-Studio, Frankfurt (Biton BIT 2002) – Volker Kriegel & The Groove-Combination
- Die Titel 2-1 bis 2-6 entstanden im Juni 1978 im Biton-Studio, Frankfurt (Biton BIT 2004) – Guy Carondel und sein Orchester / Volker Kriegel, Hans Peter Ströer – Gitarren und Rhythmus
- Die Titel 2-7 bis 2-12 entstanden im Mai 1978 im Biton-Studio, Frankfurt (Biton BIT 2006) – Volker Kriegel & The Groove-Combination / Rainer Brüninghaus & Friends
- Die Titel 2-13 bis 2-18 entstanden 1982 im Biton-Studio, Frankfurt (Biton BIT 2008) – Volker Kriegel & The Groove-Combination / Leaf

## Rezeption
Hans-Jürgen Linke (Frankfurter Rundschau) lobte Kriegels Album als „Utopische Gebrauchsmusik, meilenweit entfernt von den Faulheiten der Gegenwart“; weiter schrieb er: „Volker Kriegels Musik entstand in einer Zeit, in der wohl die meisten Musiker und Hörer populärer Musik am liebsten E-Gitarristen gewesen wären, um schnell, laut und verzerrt daher zu brettern. Kriegel lebte diesen Traum auf eigene Weise, die die krachledernen Anteile des Gitarrero-Wesens hinter sich ließ. Er spielte schnell, aber nicht brachial oder schematisch, sondern fließend, perlend, mit langbogigen Licks und feinen Bendings. Er spielte elektrisch und mit reichlich Effekt-Elektronik, aber meist auf einer halbakustischen Gitarre und gebändigt und überaus kultiviert. Sein Jazzrock-Sound hatte immer etwas Ironisch-Universelles, seine handwerklichen Fähigkeiten und sein klangliches Einzugsgebiet waren grandios. [...] Wenn diese Musik es in die Fahrstühle der Republik geschafft hätte, wie gern würde man heute Fahrstuhl fahren.“
Die WDR-Sendung Resonanzen nahm das Album in ihre Liste der Alben der Woche auf. „Die dem Zweck der Aufnahmen angepassten verhältnismäßig eingängigen Melodien und einfachen Sounds behalten durch und durch den unverwechselbaren Kriegel-Sound mit seinen schnellen melodischen Gitarrenriffs und harmonischen Akkordzerlegungen.“